# Summit Air (Nepal)
Summit Air, precedentemente nota come Goma Air, è una compagnia aerea con sede a Katmandu, in Nepal. Opera da piste di decollo e atterraggio brevi nelle zone occidentali del Nepal. La compagnia ha ricevuto il primo di due Let L-410, finanziati dalla Export Bank della Repubblica Ceca, nell'ottobre 2014, e inizialmente li utilizzava solo per i voli verso Lukla e Jomsom.

## Storia
La compagnia aerea è stata fondata come Goma Air nel febbraio 2011. Ha iniziato a operare utilizzando Cessna Grand Caravan 208 B. Nell'ottobre 2014, la compagnia ha acquistato un Let L-410 UVP-E20, che è stato il primo velivolo di questo tipo ad essere operato in Nepal. La compagnia è l'unica ad utilizzare l'aeroporto di Nepalgunj come hub operativo e si concentra sull'operare da quella base. Il 13 marzo 2017, la compagnia ha cambiato ufficialmente il suo nome in Summit Air.
Nel 2014 Summit Air ha siglato un accordo con Fishtail Air con l'obiettivo di potenziare il turismo nepalese. Entrambe le compagnie aeree sono guidate da Bikash JB Rana, per cui è stata facilitata la collaborazione. In seguito al cambio di nome di Goma Air in Summit Air, nel 2018 anche Fishtail Air ha cambiato nome in Summit Helicopters; è stato in seguito ripristinato il suo nome originale.

## Flotta
Al gennaio 2024 la flotta di Summit Air è composta da un numero non definito di Let L-410 UVP-E20.

## Incidenti
- 2 giugno 2015 - Un volo della Goma Air proveniente da Jomsom è atterrato a Pokhara con il carrello anteriore retratto. Tutti i 18 passeggeri a bordo del Let 410 si sono salvati, ma l'aereo ha subito danni alla parte anteriore.
- 27 maggio 2017 - Il volo Summit Air 409 è precipitato durante l'avvicinamento all'aeroporto di Lukla. L'aereo, un Let 410 immatricolato 9N-AKY, si è schiantato contro la parete rocciosa a 5-10 m sotto la pista. Dei tre membri dell'equipaggio, il comandante Paras Kumar Rai è rimasto ucciso nell'incidente, il copilota Shrizan Manandhar è morto dopo essere stato estratto vivo, mentre la hostess Pragya Maharjan è rimasta ferita ed è stata trasportata a Kathmandu per ulteriori cure.[8]
- 14 aprile 2019 - Un Let L-410 Turbolet, immatricolato 9N-AMH, è precipitato all'aeroporto di Lukla. Il velivolo stava decollando dalla pista 24 quando, poco dopo aver iniziato la corsa, è stato visto abbassarsi e deviare leggermente a sinistra prima che il muso si sollevasse di nuovo e deviasse dalla pista a destra sul piazzale degli elicotteri impattando contro due elicotteri di Manang Air e Shree Air. Il primo ufficiale è morto nell'incidente, così come due agenti di sicurezza a terra vicino alla pista. Diverse persone sono rimaste ferite.[9]